# Marcha pela República

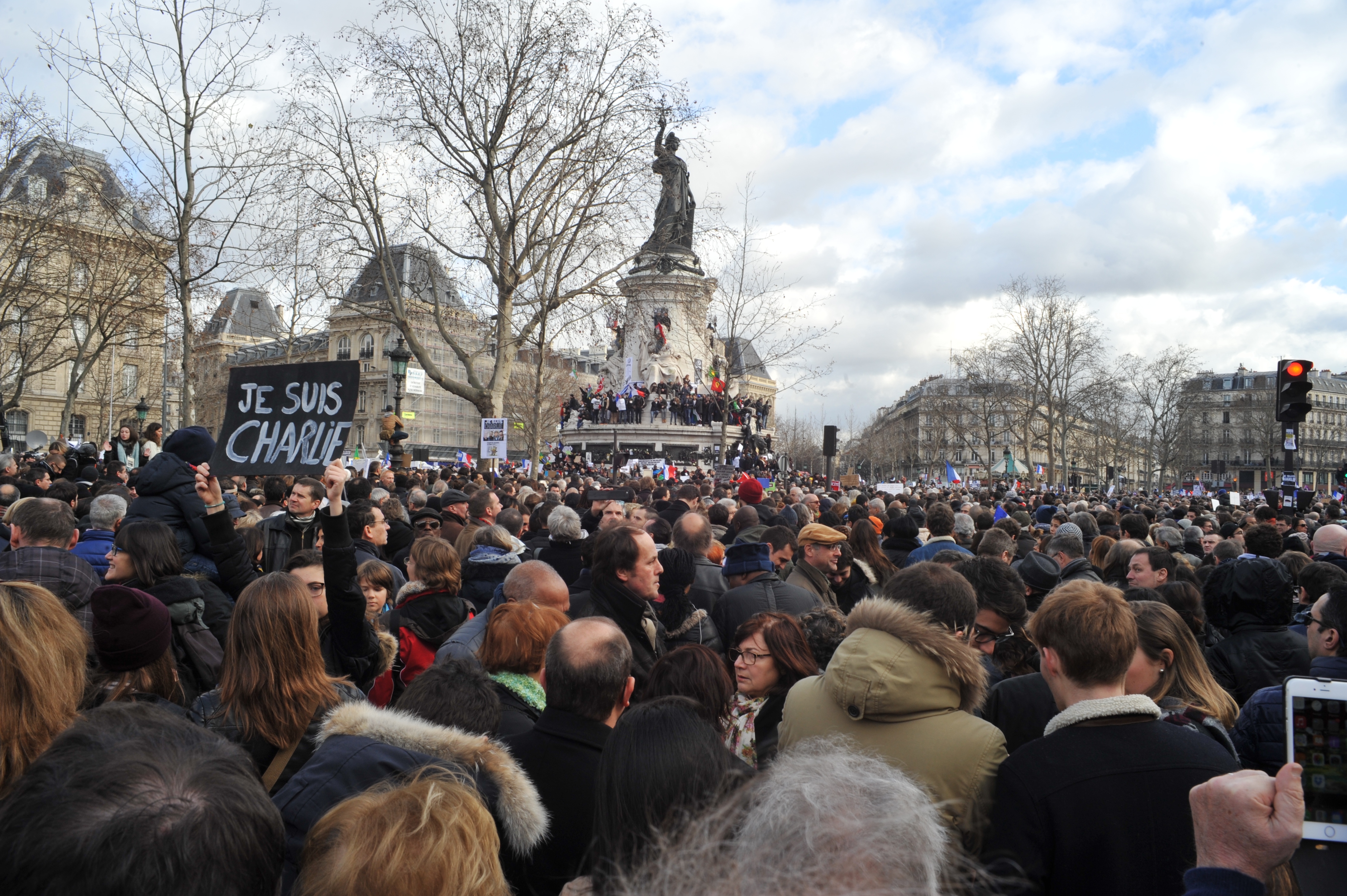
Um cartaz durante a marcha republicana de 11 de janeiro de 2015

Marcha pela República ou Marchas Republicanas (em francês:  Marches Républicaines) foram uma série de comícios que tiveram lugar em várias cidades por toda a França, em 10 e 11 de janeiro de 2015, convocados   para marcar o repúdio do atentado terrorista à redação do jornal satírico Charlie Hebdo, em París e da tomada de reféns na Porta de Vincennes, que nessa semana fizeram 17 mortos, marcada como expressão de solidariedade às vítimas dos atentados.
De acordo com o Ministério do Interior, os vários eventos organizados por toda a França e Paris a 11 de janeiro, que juntou perto de 3,7 milhões de pessoas em todo o país, tornando-os num dos maiores comícios públicos da História da França, desde 1944, quando Paris foi libertada dos nazistas, no final do Segunda Guerra Mundial.
O presidente da França, François Hollande e 44 Chefes de Estado e Governo, desde a chanceler alemã Angela Merkel ao primeiro-ministro português, Pedro Passos Coelho, passando pelo primeiro-ministro britânico David Cameron, o espanhol Mariano Rajoy e o presidente ucraniano, Petro Poroshenko, participam no dia 11 de janeiro, em Paris, na “marcha republicana”, uma marcha silenciosa de solidariedade para com as vítimas dos atentados que ocorreram na capital francesa nos últimos dias. Também participaram o secretário-geral das Nações Unidas, Ban Ki-moon, e os líderes de Israel, Benjamin Netanyahu, e da Palestina, Mahmoud Abbas.
A marcha, que junta vários quadrantes políticos, intelectuais e religiosos de França, arrancou pelas 15:25 de Paris, menos uma hora em Lisboa, e partiu da Praça da República, percorrendo diversas artérias até terminar na Praça da Nação. Desde o dia 7 de janeiro, registaram-se três incidentes violentos na capital francesa, incluindo um sequestro, que, no total, fizeram 20 mortos, incluindo os três autores dos atentados, e começaram com o ataque ao jornal Charlie Hebdo.
Foi a liberdade em marcha, com epicentro nas ruas de Paris, que nesse domingo, se transformou em “capital do mundo”, segundo François Hollande. Mais de 2,5 milhões de manifestantes foram contados em diferentes localidades francesas. Em Paris, os manifestantes eram entre 1,2 e 1,6 milhões. Antes, a agência noticiosa francesa AFP indicou, numa contagem que efetuou, que pelo menos 3,3 milhões de pessoas se manifestaram em várias cidades do país.
Na impossibilidade de coligir um número oficial de participantes, dada a mobilização “sem precedentes”, nas palavras das autoridades, as agências de notícias falam em perto de 4 milhões de pessoas nas ruas das várias cidades francesas. Unidos em defesa da liberdade de expressão, perto de 1,5 milhões de pessoas percorreram os cerca de 3 km que separam a Praça da República da Praça da Nação.